# 賓希爾·格里芬體育場
29°39′00″N 82°20′55″W / 29.6500°N 82.3486°W
賓希爾·格里芬體育場，全名史蒂夫·斯普里爾-佛羅里達場在賓希爾·格里芬體育場，通常被稱為“沼澤地”（The Swamp），是一座位於美国佛羅里達州蓋恩斯維爾的一座專用美式足球場，位於佛羅里達大學校園內，是佛羅里達短吻鱷隊的主場。體育場於1930年以22,000個座位開幕，最初被稱為佛羅里達場（Florida Field），隨後在接下來的幾十年中多次擴建和翻新。自1960年代以來大學的體育行政辦公室以及與美式足球相關的辦公室和訓練區域都位於該體育場內。
賓希爾·格里芬體育場是佛羅里達州最大的體育場，以其官方座位容量88,548計算，是美國第12大體育場，也是世界第21大體育場。

## 位置
賓希爾·格里芬體育場位於蓋恩斯維爾佛罗里达大学校園的北部邊緣地區。體育場及其通道北面以西大學大道為界，西面以蓋爾·勒梅蘭德大道為界，南面以體育場路為界。東面是佛羅里達大學校園歷史區，包括穆爾弗里區學生宿舍綜合大樓、佛羅里達體育館和烏斯特大廳。體育場西側穿過蓋爾·勒梅蘭德大道是史蒂芬·C·奧康奈爾中心（Stephen C. O'Connell Center），是佛羅里達短吻鱷男子籃球、女子籃球、體操、排球以及游泳和潛水隊的主場。奧康奈爾中心旁邊有幾個美式足球訓練場、一個室內美式足球訓練設施，以及一座於2022年啟用的美式足球訓練和行政大樓。

## 命名

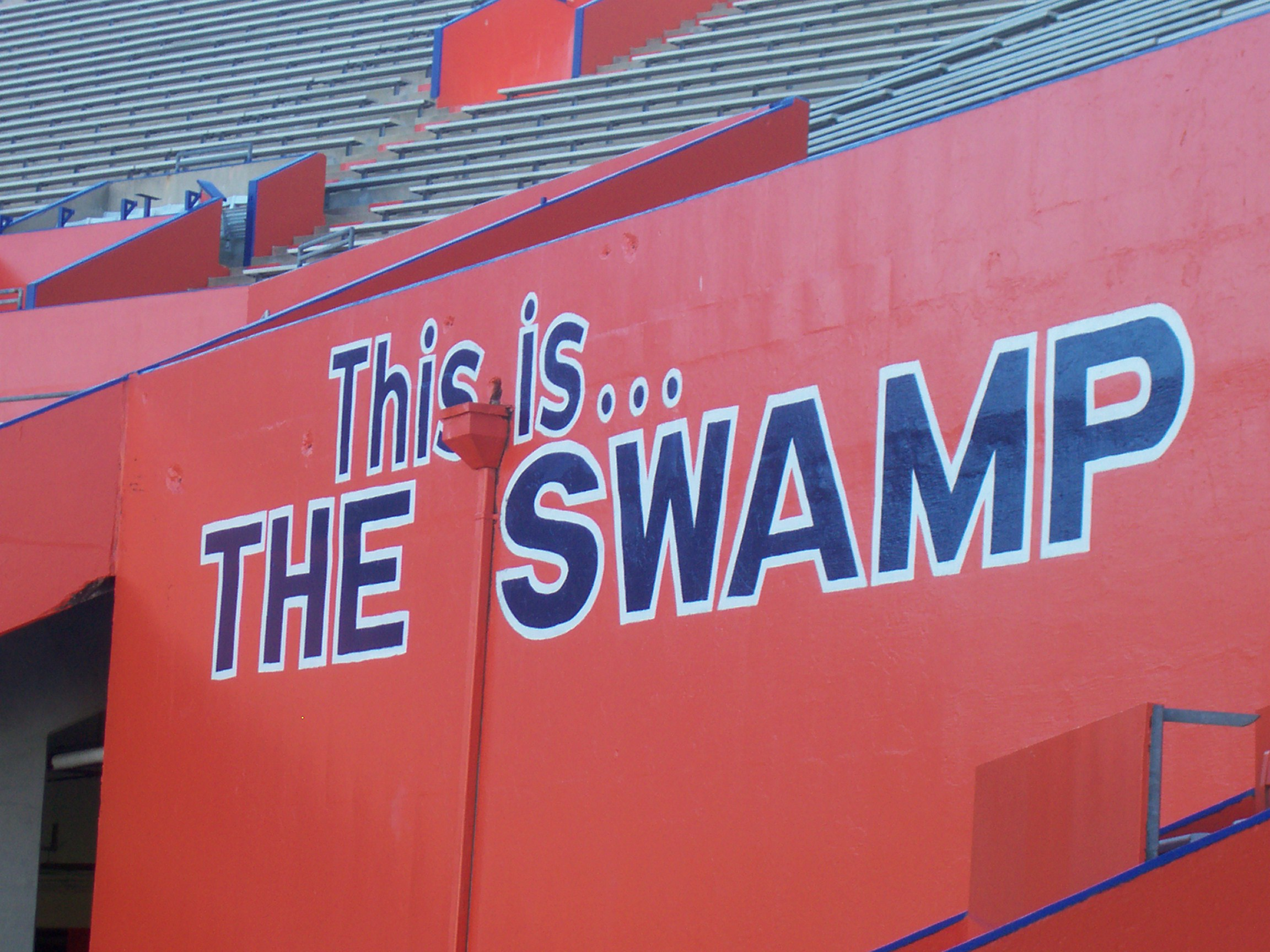
史蒂夫·斯普里爾在1992年將佛羅里達球場稱為「沼澤地」

體育場的名稱自1930年開幕以來一直是「佛羅里達場」，直到1989年當時大學為了紀念柑橘大亨小班·希爾·格里芬 (Ben Hill Griffin Jr.)，他是一位校友和及其大學體育項目的主要贊助人，校方將體育場重新命名。然而，球場的場地仍然保持為「佛羅里達場」，而體育場的全名從1990年到2016年為「佛羅里達球場的本·希爾·格里芬體育場」（Ben Hill Griffin Stadium at Florida Field）。
2016年9月3日，體育場再次被重新命名，以紀念前佛羅里達四分衛及主教練史蒂夫·斯普里爾（Steve Spurrier）。正如佛羅里達大學體育總監傑瑞米·福利（Jeremy Foley）所解釋：「斯普里爾教練不僅贏得海斯曼獎、全國冠軍和一堆比賽，還改變了佛羅里達體育的文化。」因此，體育場的官方名稱現在是「史蒂夫·斯普里爾-佛羅里達場（Steve Spurrier-Florida Field）在賓希爾·格里芬體育場（Ben Hill Griffin Stadium）」。

體育場最為人所知的綽號「沼澤地」，這個綽號是由斯普里爾於1992年創造的。當時他解釋道：「沼澤是鱷魚生活的地方。我們在那裡感到舒適，但我們希望對手感到猶豫。沼澤是炎熱和潮濕的，可能會很危險。我們覺得這是我們體育場一個合適的綽號。」「沼澤地」這個綽號以及UF體育市場部後來添加「只有鱷魚才能活著出去」的標語迅速變得流行，從此被廣泛使用。

## 外部連結
- 官方网站